# 그니에즈노 대성당

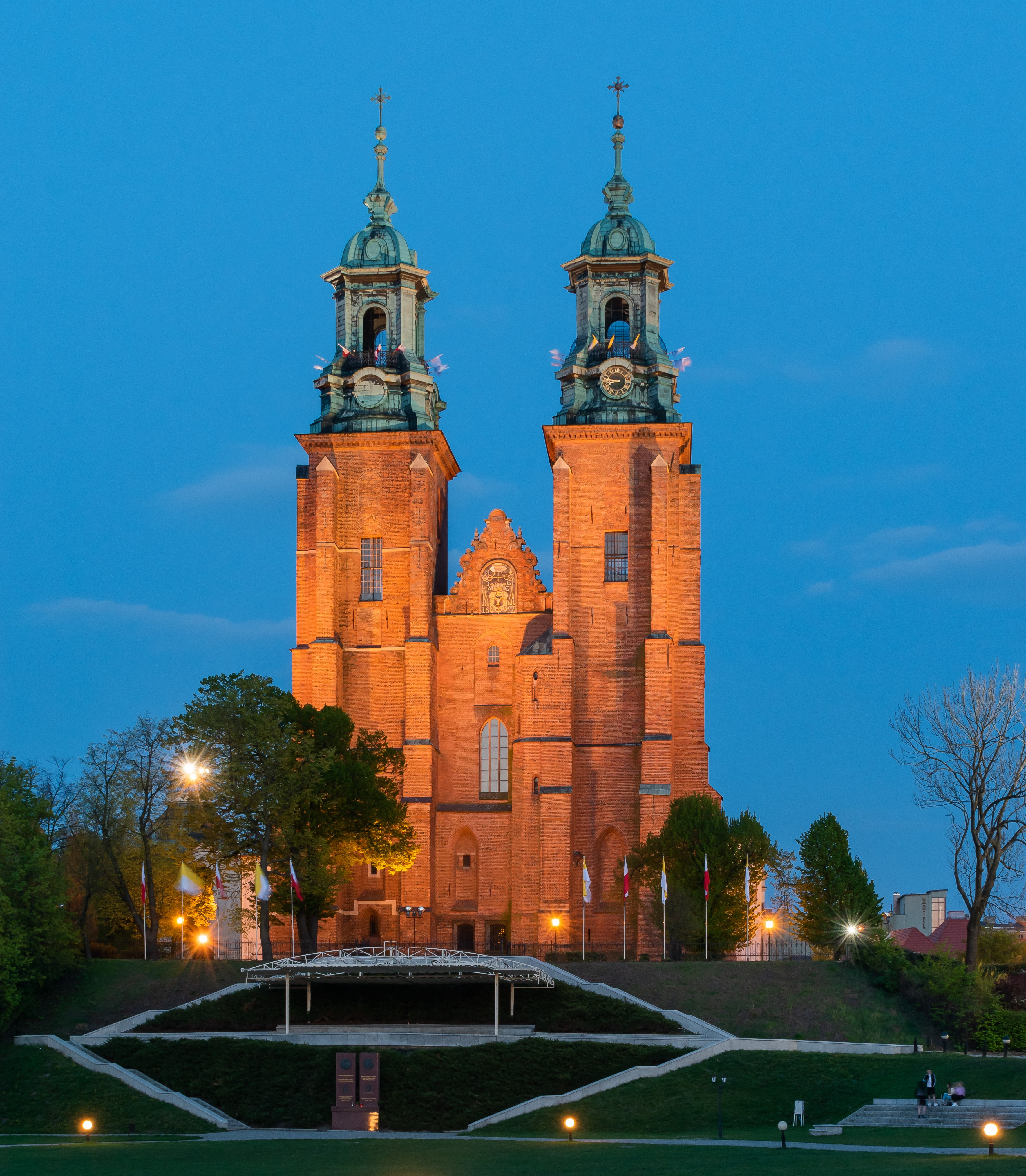
그네이즈노 대성당

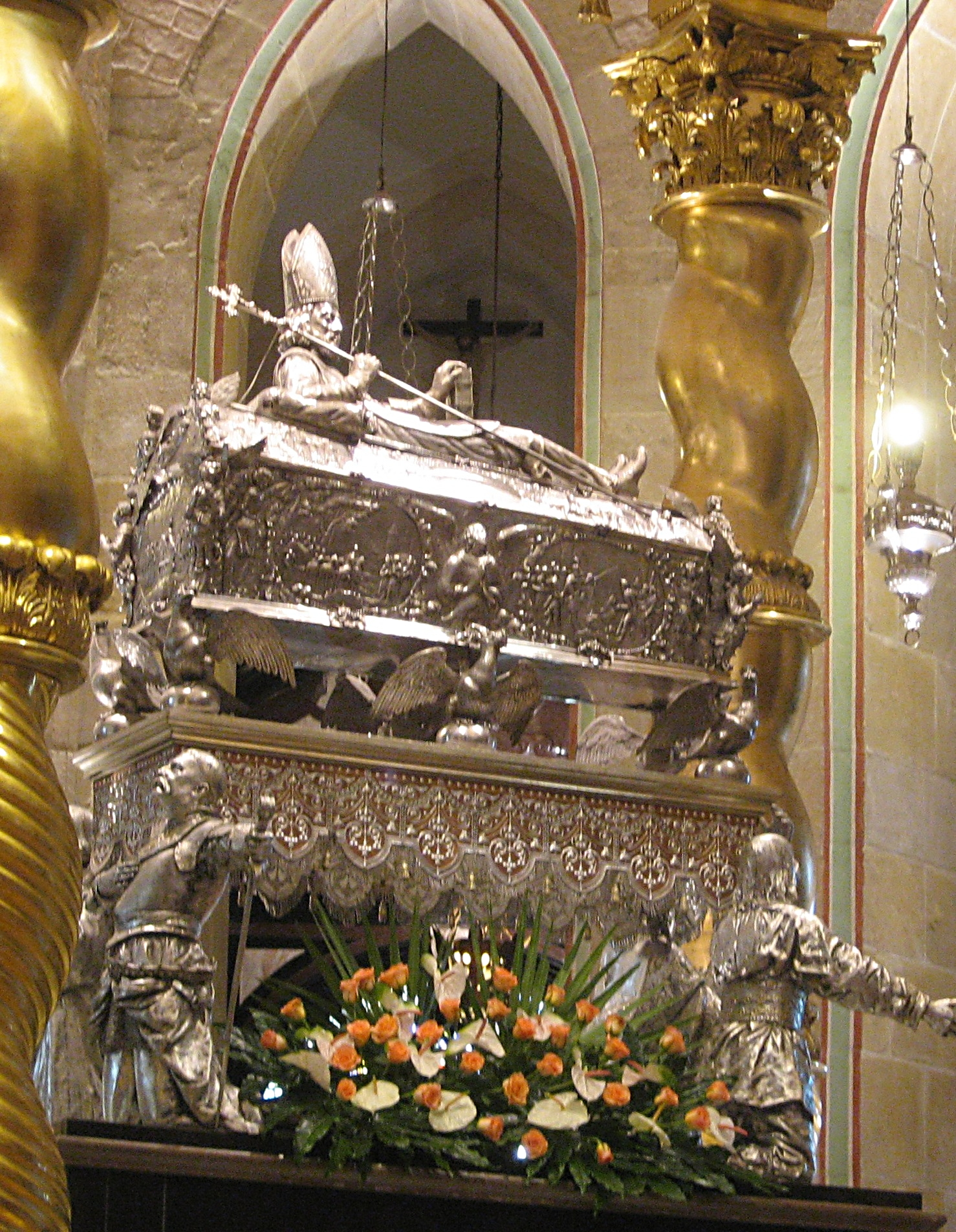
성 아달베르토의 유해가 담긴 관

그니에즈노 대성당(폴란드어: Katedra Gnieźnieńska) 또는 승천하신 복되신 동정 마리아와 성 아달베르토 대성당(폴란드어: Bazylika Archikatedralna Wniebowzięcia Najświętszej Marii Panny i św. Wojciecha)은 폴란드 그니에즈노에 있는 고딕 양식의 로마 가톨릭교회 대성당이다.
대성당은 12세기(1175년)부터 성 아달베르토(아달베르트 폰 프라크)의 순교 장면이 새겨진 청동문과 은으로 만든 성 아달베르토의 유해가 담긴 관이 있는 것으로 유명하다. 이 관은 페테르 폰 데르 레넨이 1662년에 순은으로 제작한 것이다. 사실은 이전에 1623년 지그문트 3세 바사가 기증한 관이 있었는데, 1655년 대홍수 때 스웨덴에서 약탈해갔기 때문에 페테르가 새로 관을 만들었다.

## 같이 보기
- 바벨 대성당